# Accord final
Pour plus de détails, voir Fiche technique et Distribution.
Accord final est un film franco-suisse d'Ignacy Rosenkranz et Douglas Sirk, sorti en 1938. Douglas Sirk a agi en tant que superviseur de la réalisation, mais n'apparaît pas dans le générique.
Il est très probable qu'Ignacy Rosenkranz n'existe pas et que Douglas Sirk ait choisi ce nom à mettre au générique pour s'éviter des problèmes liés à sa rupture de contrat avec la société de production allemande UFA, alors qu'il vient de quitter l'Allemagne nazie.

## Synopsis
Un soir d'ivresse, Georges, un violoniste virtuose adepte des jeux de hasard, parie son Stradivarius qu'il épousera la dixième fille qui entrera au Conservatoire de musique…

## Fiche technique
- Titre : Accord final
- Réalisation : Ignacy Rosenkranz
- Supervision de la réalisation : Douglas Sirk (non crédité)
- Assistant réalisateur : Jean Huet
- Scénario : Ignacy Rosenkranz et Max Kolpé
- Dialogue : Jacques Natanson
- Décors : Jacques Krauss
- Photographie : Michel Kelber
- Cadreur : Marcel Weiss
- Son : Tony Leenhardt, Georges Leblond
- Montage : Charles Gaudin, Jean Oser
- Musique : Paul Dessau, Zino Francescatti
- Musique additionnelle : Ludwig van Beethoven, Nikolaï Rimski-Korsakov, Édouard Lalo et Antonio Bazzini
- Société de production : France-Suisse Films
- Société de distribution : Francinex
- Pays de production :  France,  Suisse
- Langue originale : français
- Format : noir et blanc — 35 mm — 1,37:1 — son Mono
- Genre : Comédie
- Durée : 73 minutes
- Dates de sortie : 
  - Suisse : 30 décembre 1938
  - France : 17 février 1939

## Distribution
- Jules Berry : le baron Larzac
- Georges Rigaud : Georges Astor (au violon : Zino Francescatti)
- Käthe von Nagy : Hélène Vernier
- Josette Day : Suzanne Fabre
- Gaston Modot : le policier
- Jacques Baumer : le professeur Hennard
- Henri Lauriac : l'élève joufflu
- Nane Germon : Marie Poupard
- André Alerme : Fradin
- Raymond Aimos : le chauffeur de taxi
- Liliane Lesaffre : La dame de la pension
- Georges Rollin : Paul Lissa
- Maurice Baquet : Serge Didot
- Bernard Blier : Mérot
- Paul Velsa : le speaker
- Yves Brainville : Chenal, l'ami de Georges Astor
- Marie-Jacqueline Chantal : la concierge
- Michel Vitold : un élève du conservatoire
- Jane de Carol : une auditrice
- Nicole Dumas : une violoniste

## Autour du film
- À lire certains auteurs[1],[2], Douglas Sirk serait le véritable réalisateur et Ignacy Rosenkranz un prête-nom pour lui éviter des problèmes liés à sa rupture de contrat avec l'UFA, alors qu'il vient de quitter l'Allemagne nazie pour la Suisse.
- Selon d'autres sources[3], on pourrait comprendre qu'Ignacy Rosenkranz aurait réalisé la version germanophone (Symphonie am Genfersee) et Douglas Sirk la version francophone.